# کلیسای جامع سنت مری (هیلدسهایم)
کلیسای جامع سنت مری در هیلدسهایم، آلمان واقع است که یکی از مهم‌ترین کلیساهای قرون وسطی کاتولیک است که از سال ۱۹۸۵ در فهرست میراث جهانی قرار دارد.
کلیسا بین سال‌های ۱۰۱۰ و ۱۰۲۰ میلادی ساخته شده است و در سده ۱۱٬۱۲ و ۱۴ میلادی بازسازی شده است. در ۲۲ مارس ۱۹۴۵ در طی یک حمله هوایی در جنگ جهانی نابود شد و از سال ۱۹۵۰ تا ۱۹۶۰ بازسازی آن مجدد به طول انجامید. باز سازی مجدد این کلیسا از سال ۲۰۱۰ شروع شده است و تا سال ۲۰۱۴ به پایان می‌رسد.

کلیسای جامع سنت مری برای آثار هنری بسیاری که در ان قرار دارد شناخته شده است. موزهٔ کلیسا دارای یکی از گسترده‌ترین مجموعه گنجینه‌های قرون وسطایی در اروپا است.